# Bożena Matuszczyk-Podgórska
Bożena Janina Matuszczyk-Podgórska (ur. 1956) – polska językoznawczyni, pracowniczka naukowa Uniwersytetu Gdańskiego i Katolickiego Uniwersytetu Lubelskiego.

## Życiorys
W 1979 ukończyła studia na kierunku filologia polska na Katolickim Uniwersytecie Lubelskim. Na tej samej uczelni została zatrudniona w Instytucie Filologii Polskiej. Uzyskała tam w stopień naukowy doktora (1989) nauk humanistycznych i stopień doktora habilitowanego (2006). W 2007 podjęła pracę na Uniwersytecie Gdańskim na stanowisku profesora nadzwyczajnego. W 2020 roku Bożena Matuszczyk-Podgórska otrzymała od prezydenta RP Andrzeja Dudy nominację profesorską. Badania naukowe prof. B. Matuszczyk-Podgórskiej obejmują stylistykę, pragmatykę i historię języka polskiego. Językoznawczyni ma w swoim dorobku prace językoznawcze dotyczące utworów literackich. Prowadziła także badania nad słownikiem Lindego. Poświęciła się analizowaniu języka religijnego, w tym przekładów Biblii. Jest członkinią gdańskiego oddziału Towarzystwa Miłośników Języka Polskiego, a także Rady Dyscypliny – Językoznawstwo przy Uniwersytecie Gdańskim.